# Río Tepeji
El río Tepeji, conocido también como río San Jerónimo, es una corriente de agua que corre por el Estado de México y el estado de Hidalgo, en México. Siendo este la fuente más lejana del río Pánuco (Tepeji-Tula-Moctezuma-Pánuco) que descarga sus aguas en el Golfo de México.

## Geografía
El río San Jerónimo nace en los cerros Potrerillos y de la Bufa, los cuales pertenecen a las sierras de Monte Alto y Monte Bajo, en el Estado de México a una altitud de unos 3800 m s. n. m. En sus orígenes lleva el nombre de río San Jerónimo o río Bufa, de curso nornoroeste, el cual drena la falda norte de la sierra; recorre unos 37 km hasta la presa Taxhimay en San Luis Loma Alta y San Luis Taxhimay, a una altitud de aproximadamente 2220 m s. n. m.
Después de la presa Taximay el colector general continúa con rumbo nornoreste llevando el nombre de río Tepeji; pasa por las localidades de San Mateo Buenavista, Santiago Tlapanaloya, y Taxhido, hasta llegar a las inmediaciones de Tepeji del Río. El río es controlado nuevamente por la Presa Requena, y medio kilómetro aguas abajo de la presa Requena, el río confluye con las aguas del río El Salto. A partir de este punto pasa a llamarse río Tula, y recibe los sistemas de desagüe de la Ciudad de México y su zona metropolitana.

## Historia

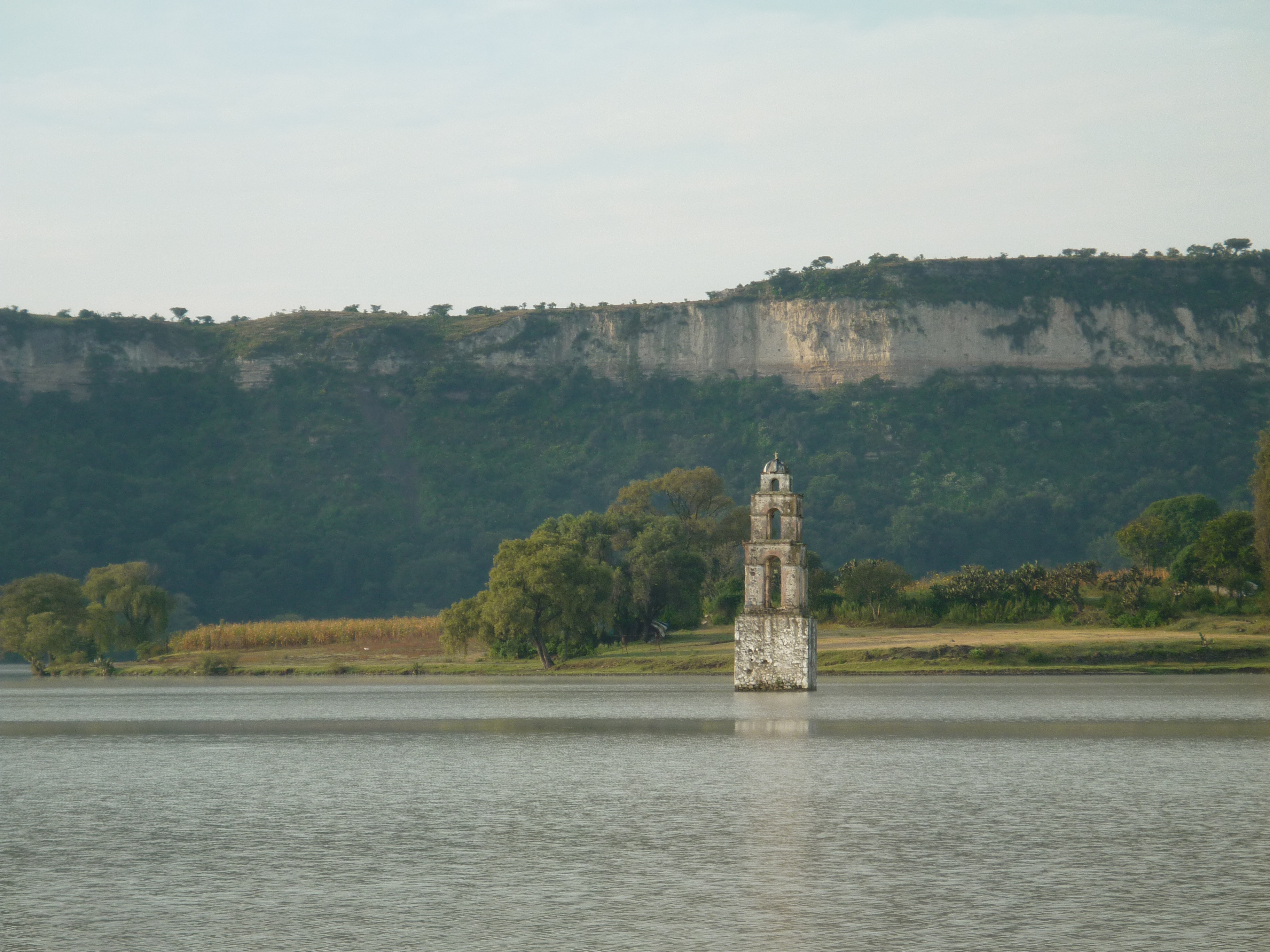
Presa Taxhimay.

La presa Requena fue construida en el periodo de 1919 a 1922. En 1931 empieza la construcción de la presa Taxhimay; y el 6 de junio de 1935, cuando el pueblo de San Luis de la Peras, quedó sumergido bajo las aguas.
En agosto de 2021, el huracán Grace provocó la crecida del río. El 7 de septiembre el río Tula se desbordó provocando inundaciones en el municipio de Tula de Allende y Tepeji del Río de Ocampo. El 7 de septiembre el río Tepeji y la presa Requena alcanzaron sus niveles máximos y el agua provocó anegamientos en cuatro colonias del municipio. En 8 de septiembre, se dio el desfogue de la presa Taxhimay y la presa Requena.